# Ljubljanska pokrajina
Ljubljanska pokrajina (italijansko Provincia di Lubiana) je bila del italijanskega fašističnega okupacijskega režima od leta 1941 do kapitulacije Italije leta 1943.
Obsegala je Notranjsko (do meje, določene po Rapalski pogodbi), večino Dolenjske in Ljubljano (kjer je bil njen sedež) z okolico (približno do reke Save).

## Priključitev
Italijani so 3. maja 1941 priključili zasedene dežele h Kraljevini Italiji, kar je večina časopisov bivših vodilnih političnih strank (Katoliška Slovenska ljudska stranka in liberalna stranka), predvsem Slovenec in Jutro, primerno pozdravili. [navedi vir]
17. maja je Benito Mussolini imenoval konzulto ali sosvet iz predstavnikov slovenskega gospodarskega in političnega življenja. Člani konzulte so se šli poklonit Mussoliniju 4. junija 1941. Konzulta ni imela nobenega vpliva na italijansko fašistično oblast, zaradi česar so jo člani začeli zapuščati in je kmalu razpadla.

## Politika okupacije
Italijanska okupacijska politika v Ljubljanski pokrajini je bila na začetku milejša od nemške. Italijani so upoštevali slovenske kulturne in prosvetne ustanove (univerzo, šolstvo, gledališče, sodstvo in upravo) ter si tako hoteli pridobiti naklonjenost slovenskega prebivalstva v nasprotju s kruto in trdo nemško politiko. Ljubljana je postala nekakšno zatočišče za mnoge izobražence, ki so se zatekli pred nacističnim izgonom. Uprava je bila dvojezična, italijanščina kot šolski predmet in pomožne organizacje fašistične stranke pa naj bi postopoma pripeljale do poitaljančenja pokrajine. Po prvih uspešnih uporniških akcijah prebivalcev na zasedenem ozemlju je italijanska oblast spremenila politiko in začela izvajati program etničnega čiščenja.. Izvedba tega naklepa je privedla do izgona približno 35.000 civilistov, od katerih je v italijanskih koncentracijskih taboriščih v letih 1942 in 1943 od lakote in bolezni umrlo okoli 3500 moških, žensk in otrok. Da je šlo za poskus etničnega čiščenja, priča ne samo veliko število ubitih in razseljenih, ampak tudi izjave in ukazi visokih italijanskih oficirjev in zloglasna okrožnica 3C, ki jo je 1. marca 1942 podpisal general Mario Roatta.
"Pokončati je treba vse moške tega prekletega plemena" — Benito Mussolini, šef italijanske vlade, v Gorici 31. julija 1942